# Giannis Karagiannis
Giannis Karagiannis  (græsk: Γιάννης Καραγιάννης) også kendt som John Karayiannis (født 25. juli 1994) er en cypriotisk sanger. Han vandt den 1. februar 2015 den cypriotiske udvælgelse til Eurovision Song Contest 2015 i Wien med nummeret "One Thing I Should Have Done".